# Хиперамонемична енцефалопатија
Хиперамонемична енцефалопатија је болест која је проузрокована дефектом прве реакције која чини циклус уреје. До болести долази услед немогућности организма да претвори неупотребљену количину токсичне амонијака у уреју, и притом долази до нагомилавања амоније у крвотоку.

## Узрок
Циклус уреје се састоји од пет реакција, од којих се прве две одвијају у митохондријама, а последње три у цитозолу. У првој реакцији долази до стварања карбамил фосфата, и реакција је катализована ензимом Карбамил фосфат синтеза 1, скр. CPS1 (Carbamyl Phosphate Synthase 1). Ова прва реакција циклуса је та која одређује брзину одвијања остатка циклуса, те је ова реакција од великог значаја. Како се циклус одвија у митохондријама и цитозолу, два ензима који катализују прву реакцију су потребна - митохондријски ензим карбамил фосфат синтеза 1 (скраћеница је CPS1) и цитозол ензим карбамил фосфат синтеза 2 (скр. CPS2). Алостерични активатор Н-Ацетилглутамат, од којег је CPS2 независан, регулише CPS1. Количина Н-Ацетилглутамата је контролисана концентрацијом ацетил коензим А, и амино киселина глутамата и аргинина. Амино киселина аргинин је заузврат позитивни ефектор ензима Н-Ацетилглутамат синтезе. Недостатак овог ензима или било какав дефект у раду овог ензима доводи до неуспешне активације CPS1. Неактивирање доводи до дефекта у првој реакцији циклуса и непроизводни карбамил фосфата, који је неопходан да се циклус настави регуларним током. Из овога се може видети да поремећај само једног молекула, утиче на даље реакције које су ланчано повезане и самим тим угрожене овим дефектом.

## Симптоми
Људи који су рођени урођеним недостатком ензима Н-Ацетилглутамат синтезе пате од хиперанемичне енцефалопатије. Обољење је видљиво већ током првих неколико недеља живота. Симптоми варирају од случаја до случаја, али неки генерални су повраћање, летаргија, прогресивно губљење свести, и у неким драстичним случајевима дубока кома. Један од највећих проблема је погрешна дијагноза, и кашњење у постављању коректне дијагнозе доводи до неповратног можданог оштећења и менталне заосталости.
Постављање праве дијагнозе је веома тешко, јер стандардни тестови који мере активност ензима не могу да се примене на овом случају. Профил секвенце амино киселина које граде ензим Н-Ацетилглутамат синтезу, у урину и крви је неспецифичан. До сада, тестирање се обављало тако што се узимају веома велики узорци бубрежног ткива биопсијом, како би се измерила активност ензима. Међутим ово тестирање захтева велику количину ткива и само тестирање је могуће у веома малом броју специјалистичких лабораторија. 
До данас, није пронађено решење за овај поремећај. Међутим, установљено је да приликом убризгавања великих доза карбамил глутамата могуће је ублажити степен можданог оштећења, у толикој мери тек да би се избегла дубока кома. 